# Hololeprus sammichelii
Hololeprus sammichelii är en skalbaggsart som beskrevs av Jean François Villiers 1972. Hololeprus sammichelii ingår i släktet Hololeprus och familjen långhorningar. Inga underarter finns listade i Catalogue of Life.